# Steve Canyon

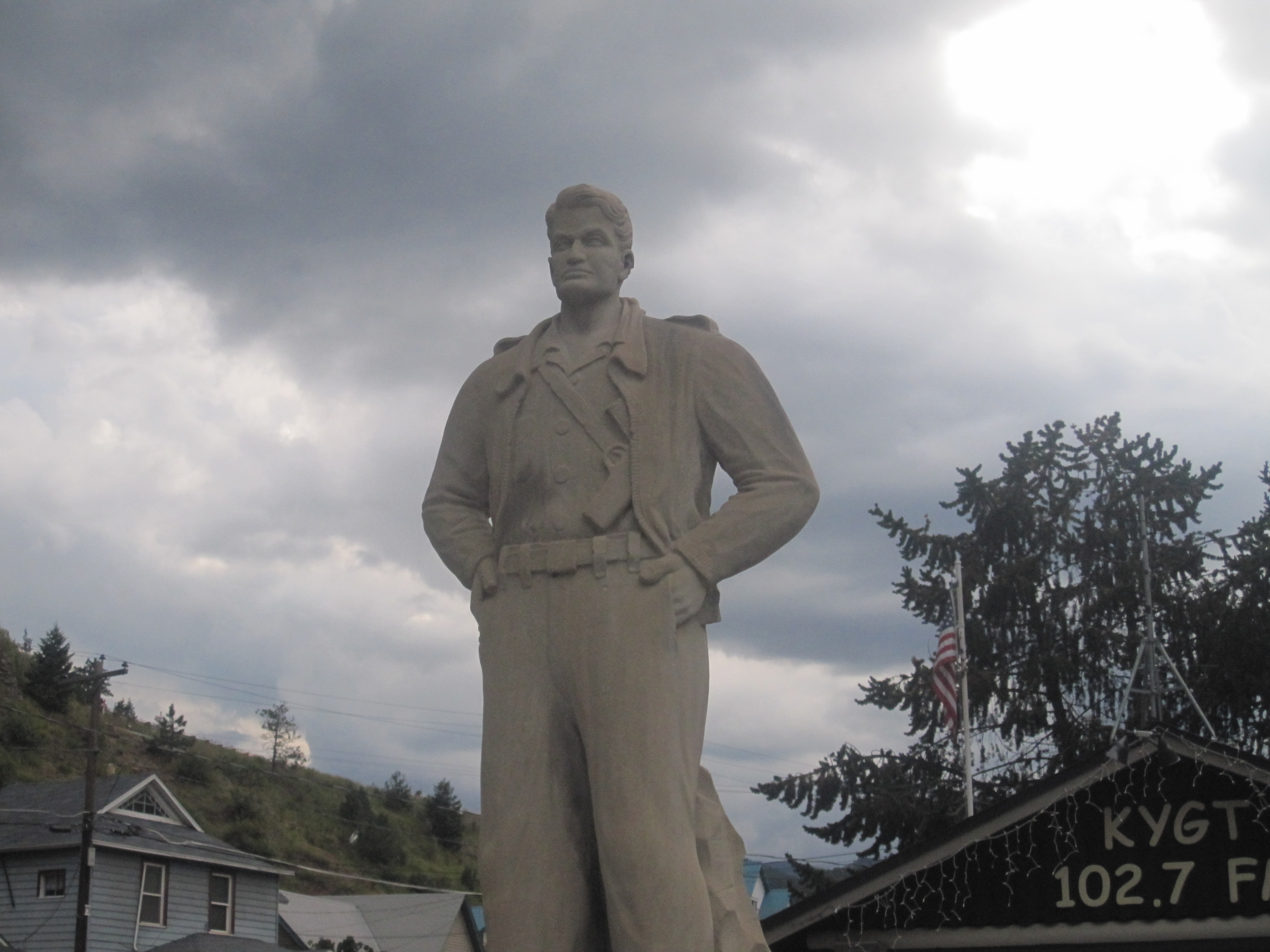
Estatua de Steve Canyon en Idaho Springs, Colorado

Steve Canyon fue una tira de prensa de aventuras estadounidense de larga duración, realizada por Milton Caniff desde el 13 de junio de 1947, tras salir de Terry y los piratas, y hasta el 4 de junio de 1988, poco después de su fallecimiento.

## Trama
Steve Canyon es un expiloto de la Fuerza Aérea de los EE. UU. que, como piloto de la aerolínea Horizons Unlimited tras la Segunda Guerra Mundial, vive numerosas aventuras en diversos lugares exóticos, tiene que luchar contra varios villanos y rompe el corazón de muchas mujeres. Con el telón de fondo de la Guerra Fría, sus aventuras cambiaron y, durante la Guerra de Corea, Canyon se reincorporó a la Fuerza Aérea, donde permaneció hasta el final de la serie, ascendiendo al rango de teniente coronel.

## Trayectoria editorial
Hacia 1946, Milton Caniff gozaba de una reputación internacional gracias a Terry y los piratas. Sin embargo, los derechos de la tira que había creado, escrito y dibujado (para el editor del Chicago Tribune Syndicate, el capitán Joseph Patterson), era de la entera propiedad del sindicato. Buscando un mayor control creativo, Milton Caniff negoció con Field Enterprises una nueva tira de la que retuviese la propiedad. El último episodio de Caniff de Terry y los piratas apareció en diciembre de 1946, y a partir de entonces George Wunder se encargó de la tira. La nueva serie de Caniff, Steve Canyon, debutó en 168 periódicos.
En castellano, fue publicada en las revistas españolas Mickey (1935) y, como Luis Ciclón, en S.O.S. (1951), en la argentina Pif Paf y en la mexicana Domingos Alegres. También apareció en forma de cuadernos monográficos editados por Eseuve.